# Arna oriental del préssec
L'arna oriental del préssec (Cydia molesta) és una espècie de lepidòpter ditrisi de la família dels tortrícids (Tortricidae) originari d'Àsia oriental, que és una plaga de fruiters com l'albercoquer i el presseguer entre d'altres. De de la seva zona d'origen s'ha difós a Amèrica, Austràlia i Europa occidental.

## Característiques
Els adults són una arna de dimensió de mitjana a petita, de color gris marronós.
La larva té una llargada de 10-15 mm i provoca danys en els borrons i els fruits. El fruit atacat presenta una gomosi i sovint queda atacat per fongs.
Cydia molesta hiverna com larva madura i l'insecte té de 4 a 5 generacions cada any.

## Lluita
Es fa el sistema de lluita guiada i lluita integrada amb monitorització dels insectes mitjançant trampes sexuals i control del grau d'atac dels fruits. Els productes químics que es fan servir inclouen el metil-azinfos, etil-clorpirifos, carbaril, etc. Per inhibir la quitina de l'insecte es fan servir productes com el teflubenzuron. També, en lluita ecològica o no, es fa servir preparats amb Bacillus thuringiensis, ssp. kurstaki.